# Hjalmar Strömerskolan

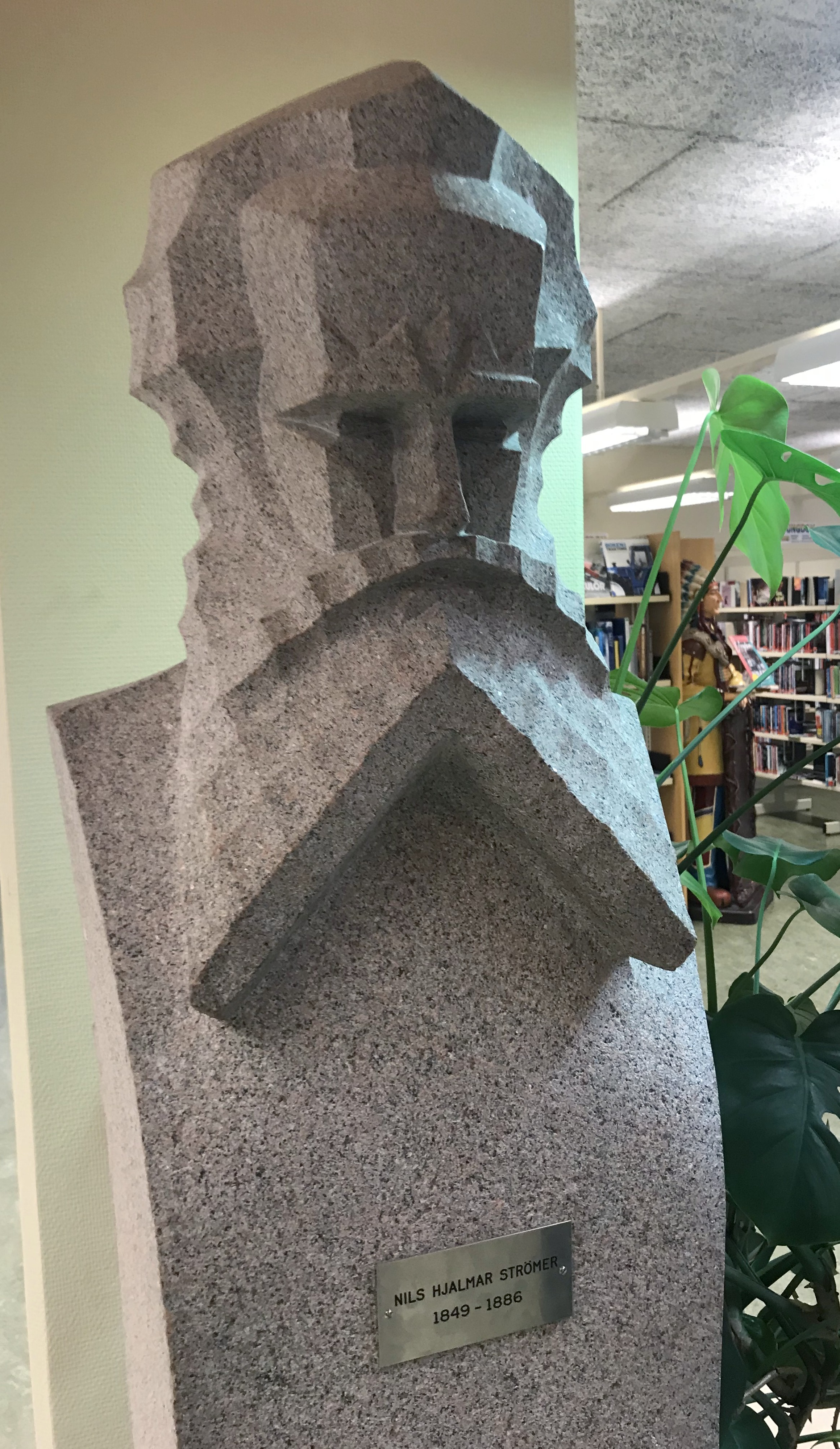
Herm av Hjalmar Strömer i biblioteket.

Hjalmar Strömerskolan är en gymnasieskola i Strömsund i norra Jämtland, och är den enda gymnasieskolan i Strömsunds kommun.

## Historia
Skolan startade 1914 som Ströms högre folkskola. 1917 ombildades den till en kommunal mellanskola och 1928 till en samrealskola. 1961 tillkom ett kommunalt gymnasium. Efter att detta blivit statligt 1964 fick skolan namnet Ströms statliga allmänna gymnasium och realskola. 1966 kommunaliserades skolan och fick namnet Hjalmar Strömerskolan efter författaren och folkbildaren Hjalmar Strömer. Studentexamen gavs från 1963 till 1968 och realexamen från 1919 till 1965.
Skolans äldre byggnad i den gamla realskolan kallas "gröna skolan".  Den nuvarande huvudbyggnaden invigdes den 9 april 1970 i närvaro av bland andra dåvarande utbildningsministern Ingvar Carlsson, men började användas redan höstterminen 1968.

## Verksamhet
Hjalmar Strömerskolan har cirka 300 elever fördelade på 12 nationella gymnasieprogram, och har även riksintag på sportskyttegymnasiet. Skolan bedriver också vuxenutbildning, och kan bland annat erbjuda kvalificerad yrkesutbildning inom vildmarksturism och vindkraft. Hjalmar Strömerskolan bedriver sin verksamhet huvudsakligen i tre byggnader: huvudbyggnaden (bilden), "gula skolan", som används av estet- och mediaprogrammen, och "gröna skolan", som används av handels- och administrationsprogrammet samt vuxenutbildningen.

## Utmärkelser
Skolan har fått utmärkelser som: Sveriges bästa UF-skola 1998 och 2003, Sveriges bästa riksidrottsgymnasium 2004, samt pris för bästa UF-lärare 2001.

## I media
Skolan uppmärksammades i media 2012 när de ortodoxt muslimska uzbekiska flyktingarna i Strömsund fick en könssegregering till stånd inom skolans Sfi-undervisning, där det under en period fanns uppställda skärmar mellan män och kvinnor. Dessa togs bort efter att en kvinna från Guatemala som gick i samma svenskaklass tyckte att kvinnorna förtrycktes, och anmälde skolan för DO Katri Linna.